# Templado

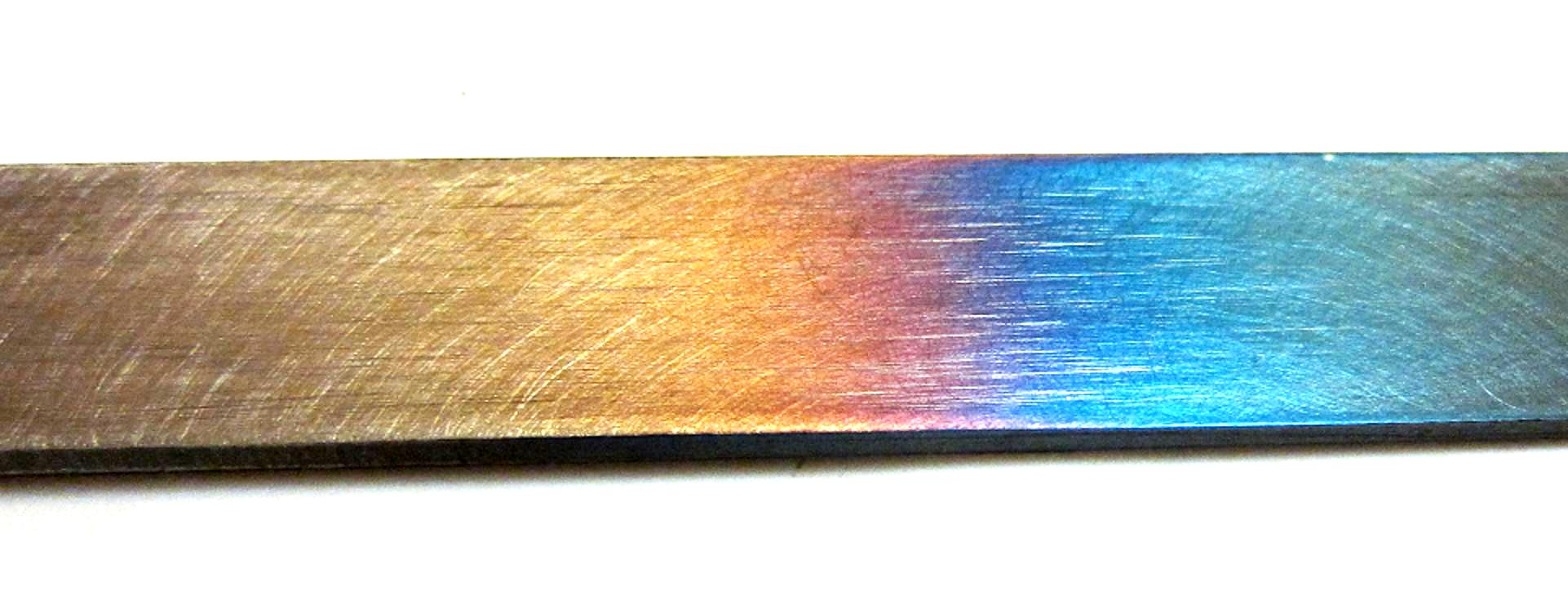
Acero revenido a distintas temperaturas. Los distintos colores indican la temperatura que ha alcanzado el acero. Los tonos pálidos indican 204 °C y las tonalidades azules 337 °C.

En la ciencia de los materiales, el templado es un tratamiento térmico consistente en el enfriamiento rápido de una pieza de trabajo en agua, aceite, polímero, aire u otros fluidos para obtener determinadas propiedades del material. Es un tipo de tratamiento térmico que impide que se produzcan procesos no deseados a baja temperatura, como las transformaciones de fase. Esto se consigue reduciendo el intervalo de tiempo durante el cual estas reacciones no deseadas son termodinámicamente favorables y cinéticamente accesibles; por ejemplo, el enfriamiento puede reducir el tamaño del grano de cristal de los materiales metálicos y plásticos, aumentando su dureza.
El templado se emplea para incrementar la dureza de las aleaciones de hierro. Es también una técnica para aumentar la dureza del vidrio.
El temple es un paso en el tratamiento térmico de los metales. La pieza de trabajo metálica se calienta y luego se enfría repentinamente. Según el metal y la aleación, el efecto del enfriamiento varía.
- Acero: Al templar el acero, se puede formar una cierta estructura cristalina (martensita), que hace que el acero sea duro pero también quebradizo. Los parámetros del proceso, como la temperatura, el medio de enfriamiento y la duración del tratamiento, difieren según la composición del acero.

- Metales no ferrosos: Las aleaciones no ferrosas (particularmente las aleaciones de aluminio tratables térmicamente), por otro lado, se vuelven más blandas y más maleables a través del recocido por enfriamiento rápido (más precisamente: recocido de homogeneización). Incluso el cobre, cuando se ha vuelto duro y quebradizo debido al trabajo en frío, puede endurecerse y volverse libre de incrustaciones mediante un recocido de recuperación (recocido de recristalización) seguido de un enfriamiento rápido.

Para los metales, el templado se realiza generalmente después de endurecer para aumentar la dureza, y se realiza calentando el metal a una temperatura mucho más baja que la utilizada para el endurecimiento. La temperatura exacta determina que dureza se alcanza, y depende tanto de la composición específica de la aleación como de las propiedades deseadas en el producto terminado. Por ejemplo, las herramientas muy duras a menudo se templan a bajas temperaturas, mientras que los resortes se templan a temperaturas mucho más altas. Para aumentar la dureza del vidrio, el templado se realiza calentando y luego enfriando rápidamente la superficie del vidrio.

## Historia
Existen pruebas del uso de procesos de templado por parte de los herreros que se remontan a mediados de la Edad del Hierro, pero existe poca información detallada relacionada con el desarrollo de estas técnicas y los procedimientos empleados por los primeros herreros. Aunque los primeros herreros debieron darse cuenta rápidamente de que los procesos de enfriamiento podían afectar a la resistencia y fragilidad del hierro, y puede afirmarse que el tratamiento térmico del acero era conocido en el Viejo Mundo desde finales del segundo milenio a. C., es difícil identificar usos deliberados del templado arqueológicamente. Además, parece que, al menos en Europa, "el templado y el revenido por separado no parecen haberse hecho comunes hasta el siglo XV"; por lo tanto, es útil distinguir entre el "templado completo" del acero, en el que el templado es tan rápido que sólo se forma martensita, y el "templado flojo", en el que el templado es más lento o interrumpido, lo que también permite la formación de perlita y da lugar a un producto menos quebradizo.
Los primeros ejemplos de acero templado pueden proceder de la antigua Mesopotamia, con un ejemplo relativamente seguro de un cincel templado del siglo IV a. C. procedente de Al Mina, en Turquía. El libro 9, líneas 389-94 de la Odisea de Homero es ampliamente citado como una temprana, posiblemente la primera, referencia escrita al enfriamiento:
como cuando un hombre que trabaja como herrero sumerge la hoja de una gran hacha o azuela gritando en agua fría, tratándola para templarla, ya que así es como se hace fuerte el acero, así también el ojo de Cíclope chisporroteó sobre el haz de la aceituna..
Sin embargo, no está fuera de duda que el pasaje describe un temple deliberado, en lugar de un simple enfriamiento. Asimismo, existe la posibilidad de que el Mahabharata' se refiera al templado en aceite de puntas de flecha de hierro, pero las pruebas son problemáticas.
Plinio el Viejo abordó el tema de los agentes de enfriamiento, distinguiendo el agua de diferentes ríos. En los capítulos 18-21 del De diversis artis del siglo XII de Theophilus Presbyter se menciona el templado, recomendando entre otras cosas que las herramientas también se templen más duramente en la orina de un niño pequeño y pelirrojo que en agua ordinaria. Uno de los primeros tratados más completos sobre el templado es el primer libro occidental impreso sobre metalurgia, Von Stahel und Eysen, publicado en 1532, que es característico de los tratados técnicos de finales de la Edad Media.
El estudio científico moderno del enfriamiento comenzó a cobrar verdadero impulso a partir del siglo XVII, siendo un paso importante la discusión guiada por la observación de Giambattista della Porta en su Magia Naturalis de 1558.

## Endurecimiento por templado

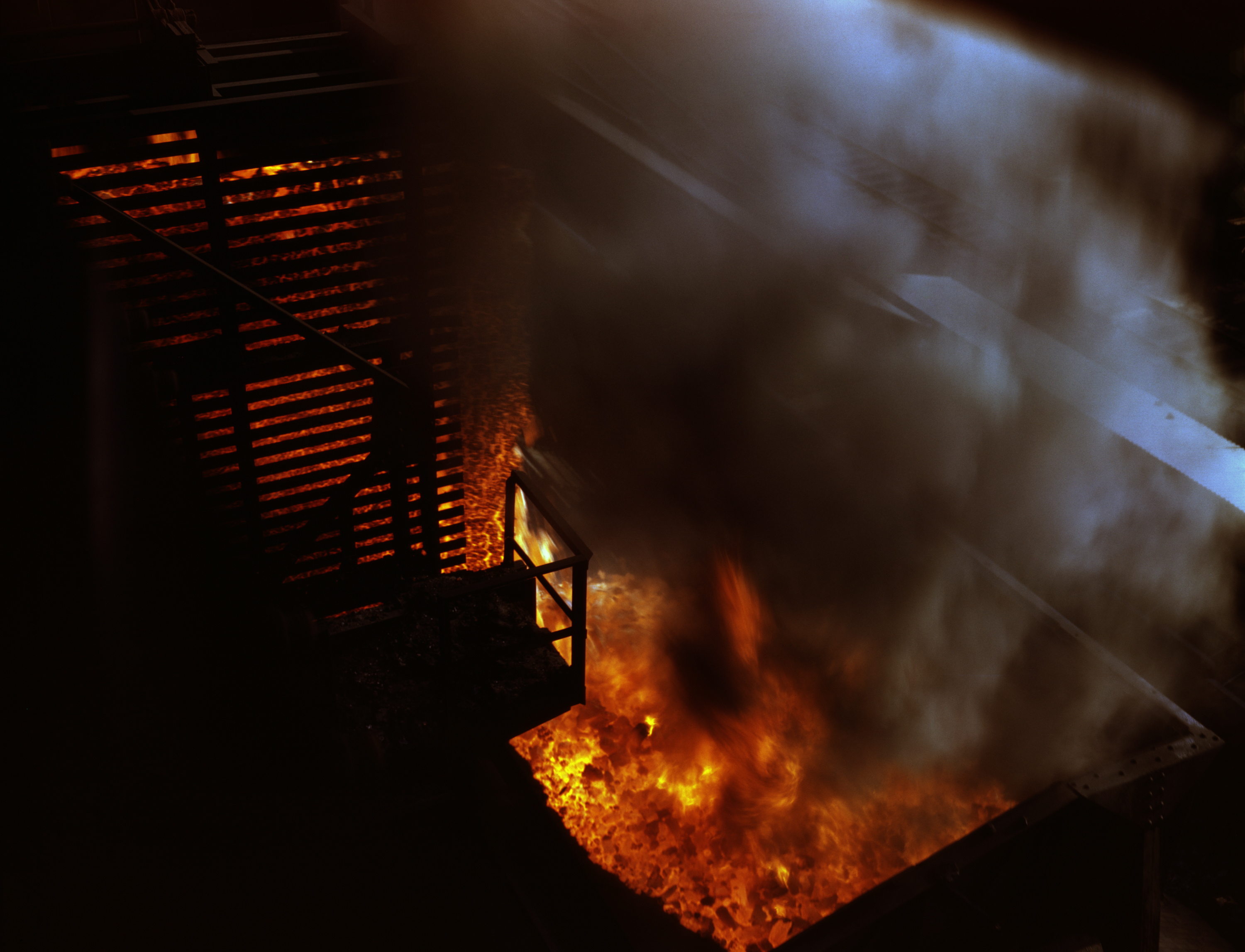
Coque empujado hacia un carro de enfriamiento, en los altos hornos Hanna de Great Lakes Steel Corporation, Detroit, Míchigan, noviembre de 1942.

El endurecimiento por enfriamiento rápido es un proceso mecánico en el que el acero y las aleaciones de hierro fundido se refuerzan y endurecen. Esto se hace calentando el material a una cierta temperatura, dependiendo del material. Esto produce un material más duro ya sea mediante el endurecimiento de la superficie o el endurecimiento total, variando la velocidad a la que se enfría el material. A continuación, el material se templa a menudo para reducir la fragilidad que puede aumentar debido al proceso de templado. Los elementos que pueden templarse incluyen engranajes, ejes y bloques de desgaste.

### Propósito
Antes del endurecimiento, los aceros fundidos y el hierro tienen una estructura de grano perlítico uniforme y laminar (o en capas) . Se trata de una mezcla de ferrita y cementita que se forma cuando el acero o el hierro fundido se fabrican y enfrían a un ritmo lento. La perlita no es un material ideal para muchas aplicaciones comunes de aleaciones de acero, ya que es bastante blanda. Al calentar la perlita más allá de su temperatura de transición eutectoide de 727 °C y luego enfriar rápidamente, parte de la estructura cristalina del material se puede transformar en una estructura mucho más dura conocida como martensita. Los aceros con esta estructura martensítica se utilizan a menudo en aplicaciones en las que la pieza de trabajo debe ser muy resistente a la deformación, como el filo de las hojas. Esto es muy eficaz.

### Proceso
El proceso de enfriamiento es una progresión que comienza con el calentamiento de la muestra. La mayoría de los materiales se calientan entre 815 y 900 °C , prestando especial atención a mantener uniformes las temperaturas en toda la pieza de trabajo. Minimizar el calentamiento desigual y el sobrecalentamiento es clave para impartir las propiedades deseadas del material.
El segundo paso en el proceso de enfriamiento es el remojo. Las piezas de trabajo se pueden remojar en aire (horno de aire), en un baño de líquido o en una aspiradora. La asignación de tiempo recomendada en baños de sal o plomo es de hasta 6 minutos. Los tiempos de remojo pueden variar un poco más en vacío. Al igual que en la etapa de calentamiento, es importante que la temperatura en toda la muestra permanezca lo más uniforme posible durante el remojo.
Una vez que la pieza de trabajo ha terminado de empaparse, pasa al paso de enfriamiento. Durante este paso, la pieza se sumerge en algún tipo de fluido de enfriamiento; diferentes fluidos de temple pueden tener un efecto significativo en las características finales de una pieza templada. El agua es uno de los medios de enfriamiento más eficientes donde se desea la máxima dureza, pero existe una pequeña posibilidad de que pueda causar distorsión y pequeñas grietas. Cuando se puede sacrificar la dureza, a menudo se utilizan aceites minerales. Estos fluidos a base de aceite a menudo se oxidan y forman un lodo durante el enfriamiento, lo que en consecuencia reduce la eficiencia del proceso. La velocidad de enfriamiento del aceite es mucho menor que la del agua. Se pueden obtener velocidades intermedias entre el agua y el aceite con un inactivador formulado con un propósito, una sustancia con una solubilidad inversa que, por lo tanto, se deposita sobre el objeto para reducir la velocidad de enfriamiento.
El enfriamiento también se puede lograr usando gases inertes, como nitrógeno y gases nobles. El nitrógeno se usa comúnmente a una presión superior a la atmosférica que varía hasta 20 bar absolutos. También se utiliza helio porque su capacidad térmica es mayor que la del nitrógeno. Alternativamente, se puede usar argón; sin embargo, su densidad requiere mucha más energía para moverse y su capacidad térmica es menor que las alternativas. Para minimizar la distorsión en la pieza de trabajo, las piezas de trabajo cilíndricas largas se templan verticalmente; las piezas de trabajo planas se templan en el borde; y las secciones gruesas deben ingresar primero al baño. Para evitar burbujas de vapor.
A menudo, después del enfriamiento, una aleación de hierro o acero será excesivamente dura y quebradiza debido a una sobreabundancia de martensita. En estos casos, se realiza otra técnica de tratamiento térmico conocida como revenido en el material templado para aumentar la tenacidad de las aleaciones a base de hierro . El revenido generalmente se realiza después del endurecimiento , para reducir parte del exceso de dureza , y se realiza calentando el metal a una temperatura por debajo del punto crítico durante un cierto período de tiempo, luego dejándolo enfriar en aire en calma.

## Mecanismo de eliminación de calor durante el enfriamiento
El calor se elimina en tres etapas particulares:
- Etapa A: Se forman burbujas de vapor sobre el metal y comienza a enfriarse.

Durante esta etapa, debido al efecto Leidenfrost, el objeto queda completamente rodeado de vapor que lo aísla del resto del líquido.
- Etapa B: enfriamiento por transporte de vapor

Una vez que la temperatura haya bajado lo suficiente, la capa de vapor se desestabilizará y el líquido podrá entrar en contacto completamente con el objeto y el calor se eliminará mucho más rápidamente.
- Etapa C: refrigeración líquida

Esta etapa ocurre cuando la temperatura del objeto está por debajo del punto de ebullición del líquido.

## Templado con transformación alotrópica
El mecanismo de enfriamiento está relacionado con cambios en las formas cristalinas de un metal en función de la temperatura (variedades alotrópicas). Un metal es una forma cristalina dentro de la cual se pueden acomodar átomos (compuesto intersticial). La solubilidad de estos átomos en la malla depende de su estructura y de su tamaño. Una variación brusca de temperatura de un cristal en el que se disuelve una gran cantidad de un componente, pasando de una malla provista de grandes huecos a una malla más estrecha, atrapa estos átomos en el nuevo cristal y crea una tensión en éste.

### Caso del acero

Transformaciones alotrópicas del hierro puro.

Temple de un acero C45 (acero no aleado con 0,45% de carbono): paralelismo del diagrama hierro-carbono (izquierda) y los diagramas de transformación (lineal).

A baja temperatura, el acero es bifásico en estado estable: está compuesto por cristales de hierro con carbono en solución sólida (estructura ferrítica o α) y cristales de carburo de hierro Fe3C. El acero presenta una transformación alotrópica: es cúbico centrado a baja temperatura (ferrita α) y cúbico centrado en las caras a alta temperatura (estructura austenítica o γ). Esta temperatura de transformación depende del contenido de carbono; esto está representado por la línea A3 del diagrama binario hierro-carbono. El templado de los aceros implica, por tanto, un calentamiento por encima de la temperatura de austenitización, manteniendo esta temperatura durante el tiempo necesario para la transformación de toda la masa, seguido de un enfriamiento hasta una temperatura determinada para evitar el retorno a una estructura de equilibrio.
En el dominio austenítico, el hierro tiene una estructura cúbica centrada en las caras (hierro γ) que tiene sitios intersticiales más grandes que en la estructura cúbica centrada en las caras (hierro α), lo que permite que el carbono se disuelva mucho mejor en hierro γ que en el hierro α. De este modo se disuelven los carburos de Fe3C (cementita y perlita) que se forman durante el enfriamiento. Si ahora lo sometemos a un enfriamiento lento y en equilibrio, se producirá precipitación de carburos y volveremos al estado inicial anterior a la austenitización, cosa que no nos interesa porque no habremos obtenido el endurecimiento deseado. En cambio, si el enfriamiento se produce a una velocidad bastante rápida (regida por distintas variables que comentaremos más adelante), los átomos de carbono no tienen tiempo de difundirse, se evita la precipitación; en consecuencia, cuando los átomos de hierro vuelven a su configuración α, la matriz de hierro queda constreñida por los átomos de carbono. De esta forma se consigue el endurecimiento.
Este tratamiento de enfriamiento transforma la austenita en martensita, que tiene una dureza proporcional al contenido de carbono. Asimismo, dependiendo del contenido de carbono del material y de la velocidad de enfriamiento, pueden aparecer otras fases como la bainita.
Los principales parámetros de un enfriamiento son la tasa de componentes extraños disueltos en el cristal, la velocidad de cruzar la zona de cambio de variedad alotrópica, así como las proporciones de ciertos aditivos. Esta velocidad determinará qué proporción del componente intruso tendrá tiempo de migrar fuera del cristal bajo el efecto de las tensiones.
En el caso del acero, se debe cruzar continuamente la zona de temperatura de 900 a 723 °C, de lo contrario se podría formar una forma determinada del metal. Si el paso de la zona de recristalización es demasiado lento, siguen en el interior de cada grano líneas de potenciales energéticos correspondientes a planos cuya geometría está ligada a los planos de máxima compacidad del cristal, creando particularidades no anisótropas y volviendo frágil la pieza (estructura de Widmanstätten).
En el caso de determinados aceros que contienen elementos gammagénicos (níquel, manganeso, nitrógeno), si la velocidad de enfriamiento es muy alta (hiperenfriamiento), conseguimos conservar la estructura austenítica a temperatura ambiente (austenita metaestable). Este es particularmente el caso de los aceros inoxidables del tipo X2CrNi18-10 (304L), X5CrNi18-10 (304), X2CrNiMo17-12-2 (316L) y X5CrNiMo17-12-2 (316).
Este proceso implica también la disolución de precipitados de elementos de aleación que generalmente tienen dimensiones demasiado grandes para obtener finalmente un endurecimiento óptimo. Aquí es donde el proceso de austenitización juega su papel principal. Esta temperatura debe elegirse de manera que garantice una buena distribución de los elementos de aleación, lo que garantiza un endurecimiento uniforme. Por eso es importante, a la hora de diseñar piezas destinadas a ser templadas, asegurarse de que la pieza tenga una forma uniforme, para evitar concentraciones de material en determinadas piezas, que pueden provocar problemas durante el tratamiento térmico.
Al mismo tiempo, este endurecimiento provoca también efectos indeseables, por ejemplo un aumento de la fragilidad del material (menor resiliencia). Por este motivo, después del templado martensítico siempre se realiza un revenido (al menos un revenido para aliviar tensiones a unos 200 °C). Después del enfriamiento bainítico (o enfriamiento isotérmico), el templado no es necesario.
Influyen muchas variables en la calidad y las propiedades mecánicas del acero endurecido y es importante controlarlas todas:
- la temperatura de enfriamiento;
- tiempo de enfriamiento;
- la velocidad de enfriamiento;
- La composición química del acero.

Además, durante el enfriamiento aparecen ciertos problemas que deben evitarse o controlarse en función de la calidad del producto final a obtener. Durante el calentamiento, la temperatura en la pieza no es uniforme (más cálida en la superficie y más fría en el interior). Este gradiente de temperatura provoca tensiones internas que pueden provocar deformaciones elásticas o incluso plásticas.
Durante el enfriamiento también se produce un gradiente de temperatura, pero en dirección opuesta. La transformación alotrópica que analizamos anteriormente (hierro γ → hierro α) también implica deformación. En este momento asistimos a una importante contracción del volumen. Hay que prestar mucha atención a este punto porque al ser la deformación importante puede provocar grietas en la superficie de la pieza. La resistencia a la compresión no es lo mismo que la resistencia a la tracción y, por tanto, el riesgo de agrietamiento es diferente. Por eso el riesgo está especialmente presente durante el calentamiento (genera fuerzas de tracción en la superficie), pero también debemos controlar el enfriamiento (genera contracciones en la superficie). Es el líquido de enfriamiento (entre otras cosas) el que determina la velocidad de enfriamiento.
Otro tipo de posible problema al realizar un enfriamiento son las reacciones con la atmósfera. Si el acero entra en contacto con el aire, puede producirse descarburación y formación de incrustaciones de tipo calamina. El acero puede estar expuesto a estas condiciones no sólo durante el calentamiento sino también durante el enfriamiento (el aire libre también es un medio de enfriamiento). Al conocer las ventajas y desventajas del enfriamiento con aire, se puede decidir si es mejor elegir un líquido de enfriamiento que no tenga estos efectos y asuma los costos. Estos son algunos argumentos que justifican la importancia que tienen los líquidos de enfriamiento en los procesos de enfriamiento. Para evitar problemas de descarburación, es posible tratar determinados aceros aleados en hornos de vacío.

## Templado sin transformación alotrópica

### Caso de aleaciones de aluminio

#### Objetivo y principios

Ciclo de tratamiento térmico de aleaciones de aluminio con vistas a la obtención de un aumento de las características mecánicas mediante endurecimiento estructural.

Para las aleaciones de aluminio, el enfriamiento tiene el efecto de reducir la dureza en lugar de aumentarla. Después del enfriamiento, por fenómeno de maduración, las características mecánicas aumentan naturalmente a temperatura ambiente. Ciertas aleaciones pueden alcanzar sus características mecánicas habituales. Este fenómeno se utiliza al instalar remaches.
El propósito del enfriamiento rápido en el caso de aleaciones de aluminio es mantener una solución sólida sobresaturada con elementos de adición a temperatura ambiente. Esta solución sólida se obtiene disolviendo los elementos que constituyen los precipitados presentes a temperatura ambiente. Después del enfriamiento rápido se obtiene una solución sólida sobresaturada con elementos de adición. A temperatura ambiente, esta solución es metaestable. El enfriamiento congela este estado de disolución y también captura los espacios creados por el efecto de la temperatura. Los elementos de adición y los huecos se colocan aleatoriamente en sustitución de los átomos de aluminio en los nodos de la red cristalina de la matriz de aluminio (cúbica centrada en las caras). No hay transformación alotrópica. Una pieza de aleación de aluminio templada (inmediatamente después del temple) tiene características mecánicas muy bajas.